# 锦州专区
锦州专区，中华人民共和国辽宁省已撤销的行政区，在今辽宁省西部。1955年置，专署驻锦州市。辖原辽宁省直辖的锦县、锦西、兴城、绥中、北镇、黑山、义县、彰武、阜新9县；原热河省所属朝阳、建平、凌源、建昌、北票5县和喀喇沁左旗。锦州专区辖14县、1旗。
1957年，阜新县改设阜新蒙古族自治县；喀喇沁左旗改设喀喇沁左翼蒙古族自治县。
1958年，撤销锦州专区，将锦西、兴城、绥中、锦县、北镇、黑山、义县7县划归锦州市；彰武县和阜新蒙古族自治县划归阜新市；朝阳、建平、凌源、建昌、北票5县和喀喇沁左翼蒙古族自治县划归朝阳市。
1965年，复置锦州专区，专署驻锦州市。辖原属锦州市的锦西、兴城、绥中、锦县、北镇、黑山、义县7县。
1968年，撤销锦州专区，所属7县划归锦州市。 